# Leonel Dante Álvarez
Leonel Dante Álvarez (San Pedro de Jujuy, 25 de marzo de 1996) es un futbolista profesional argentino que juega como mediocampista en San Martín (SJ), de la Primera División de Argentina.

## Trayectoria
Hizo su debut profesional en el equipo de Ferro Carril Oeste de la Primera B Nacional en 2016, entrando como suplente en el empate 2-2 con Almirante Brown el 21 de marzo. 
En su primera temporada de 2016, tuvo once apariciones más, antes de catorce apariciones en 2016-17. 
Fue cedido a Flandria de la Primera B Metropolitana en julio de 2018. Permaneció durante las siguientes dos temporadas, haciendo cincuenta y dos apariciones y anotando dos goles; contra All Boys y Acassuso respectivamente. En agosto de 2020, fichó por el Club Social y Atlético Guillermo Brown de la Primera B Nacional.
Después de una etapa en Belgrano de Córdoba en 2021, se mudó al club San Martín de San Juan de Primera B Nacional antes de la temporada 2022.  A finales de 2024 consigue con el equipo el ascenso a Primera División de Argentina. 

## Clubes
| Club               | País      | Año       |
| ------------------ | --------- | --------- |
| Ferro Carril Oeste | Argentina | 2016-2018 |
| Flandria           | Argentina | 2018-2020 |
| Guillermo Brown    | Argentina | 2020-2021 |
| Belgrano           | Argentina | 2021      |
| San Martín (SJ)    | Argentina | 2022-Act. |